# شيكومي كوتل
شيكومي كوتل (بالإنجليزية: Chicomecōātl)‏ «الأفاعي السبع». ربة الذرة الأزتيكية في مرحلة الثقافة الوسطى. أحيانا تسمى “ربة القوت” وهي ربة الوفرة والجانب المؤنث للذرة. وفي أيلول (سبتمبر) من كل عام يُضحى بفتاة شابة تمثل الربة. فيقطع الكهنة رأس الشابة، ويجمعون دمها ويسكبونه على تمثال الربة. وتسلخ الجثة بعد ذلك ويرتدي الكاهن الجلد. وهي تأتي بمظاهر مختلفة: کفتاة مع أزهار الماء، وكامرأة عناقها يعني الموت المحتم، وكأم تحمل الشمس درعا. وتعتبر القرين المؤنث لرب الذرة سنتيوتل Cinteotl ويرمز إليها بعرنوس ذرة مع قشوره، وتترافق عادة مع ربة الذرة زيلونين Xilonen.

## معرض صور

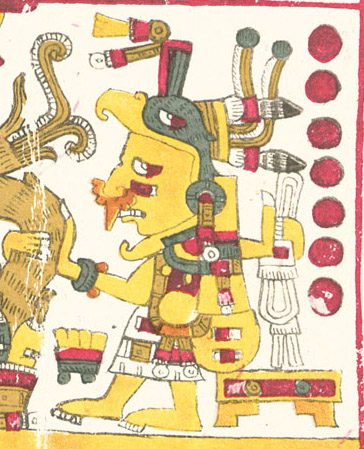
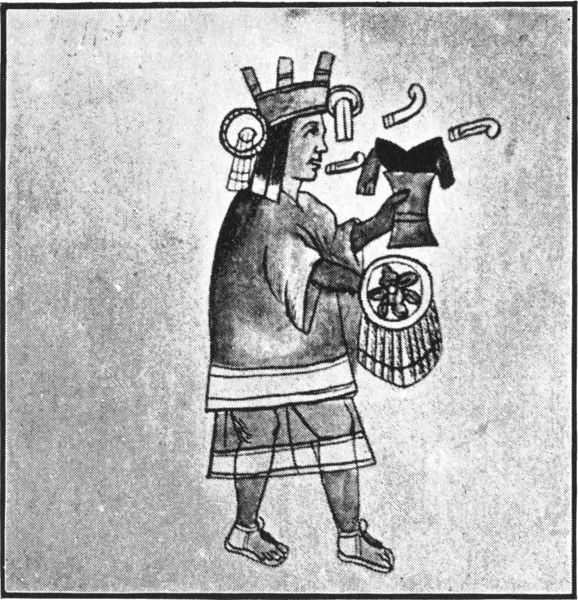
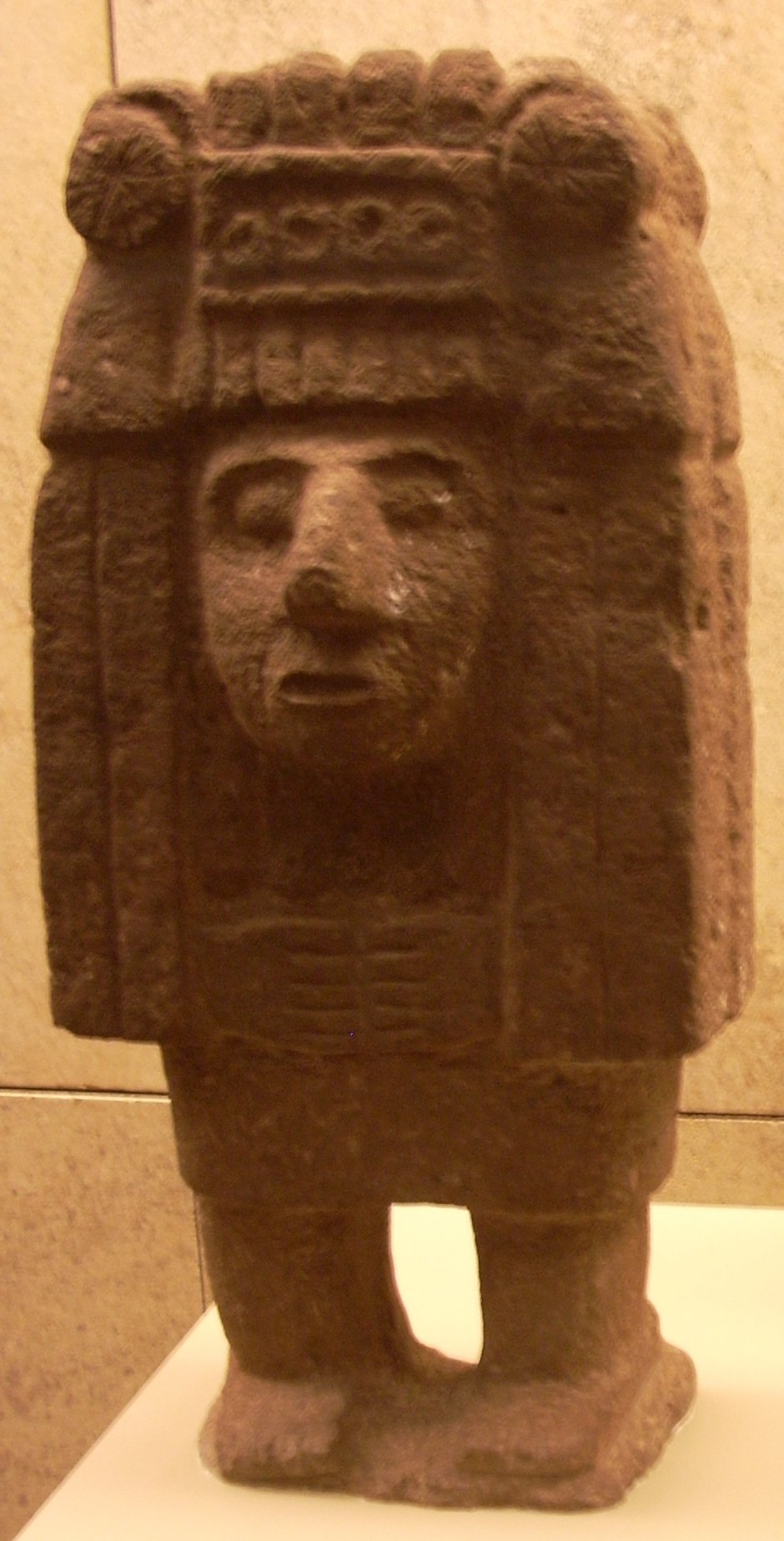
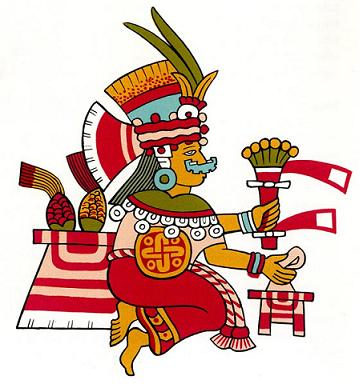
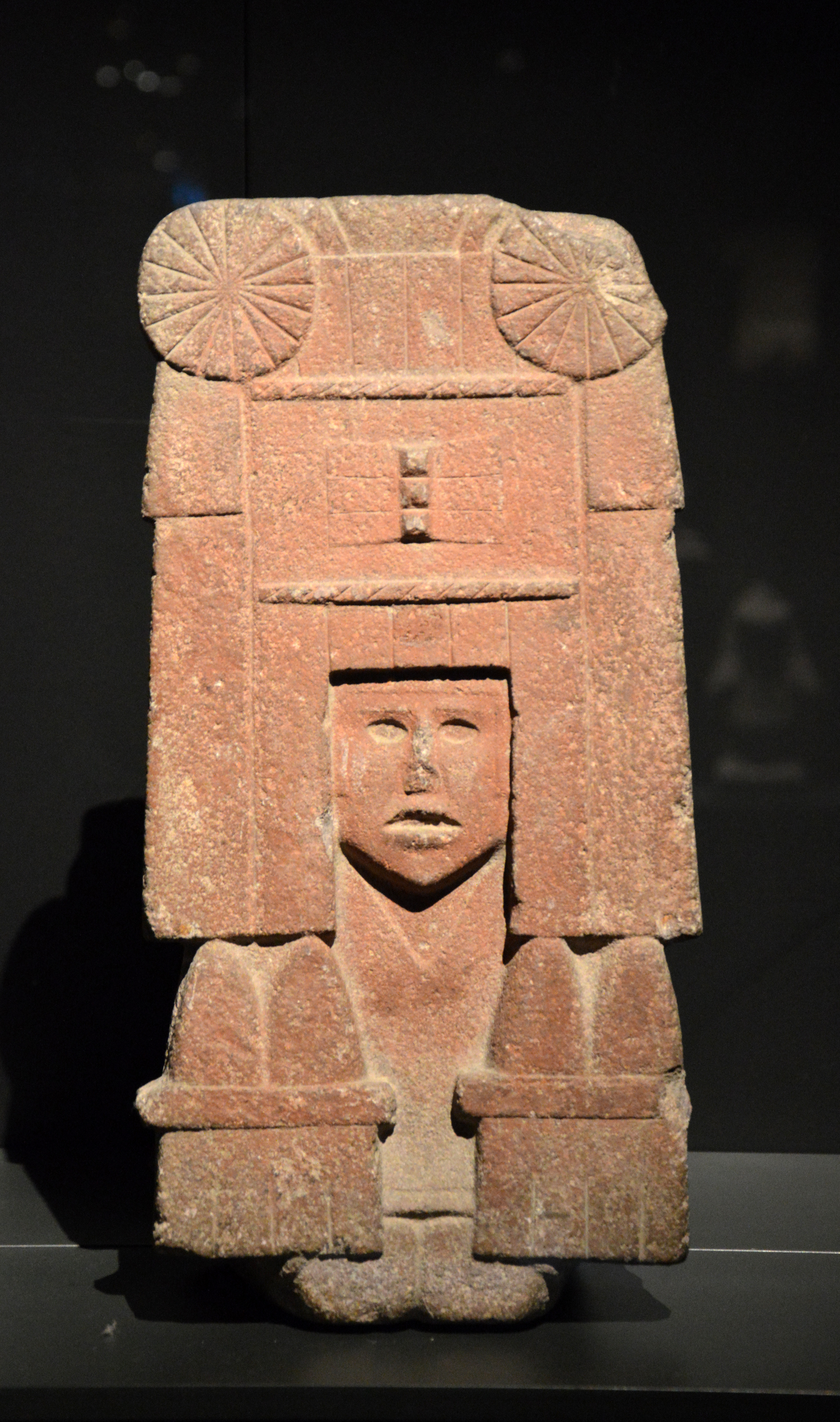
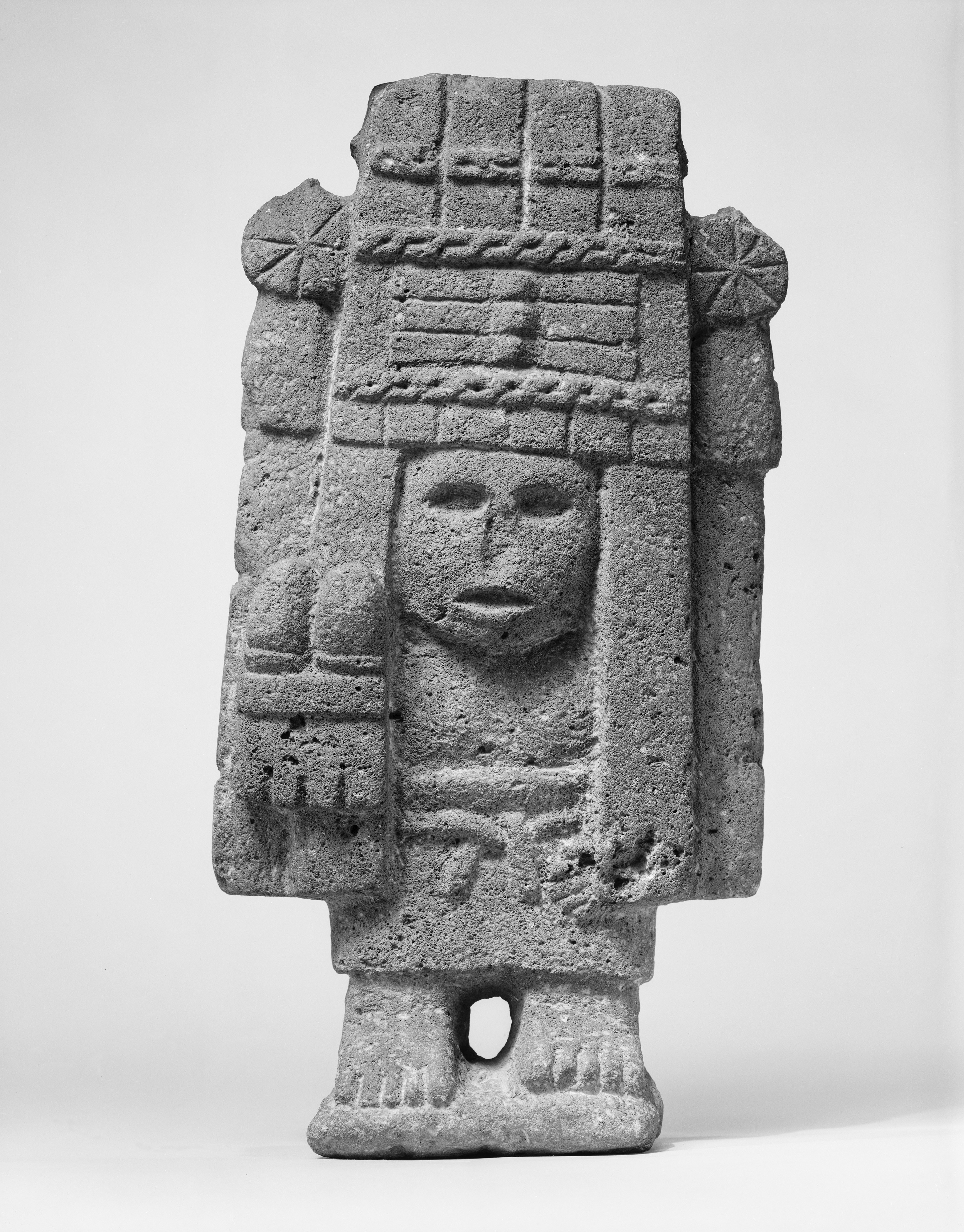
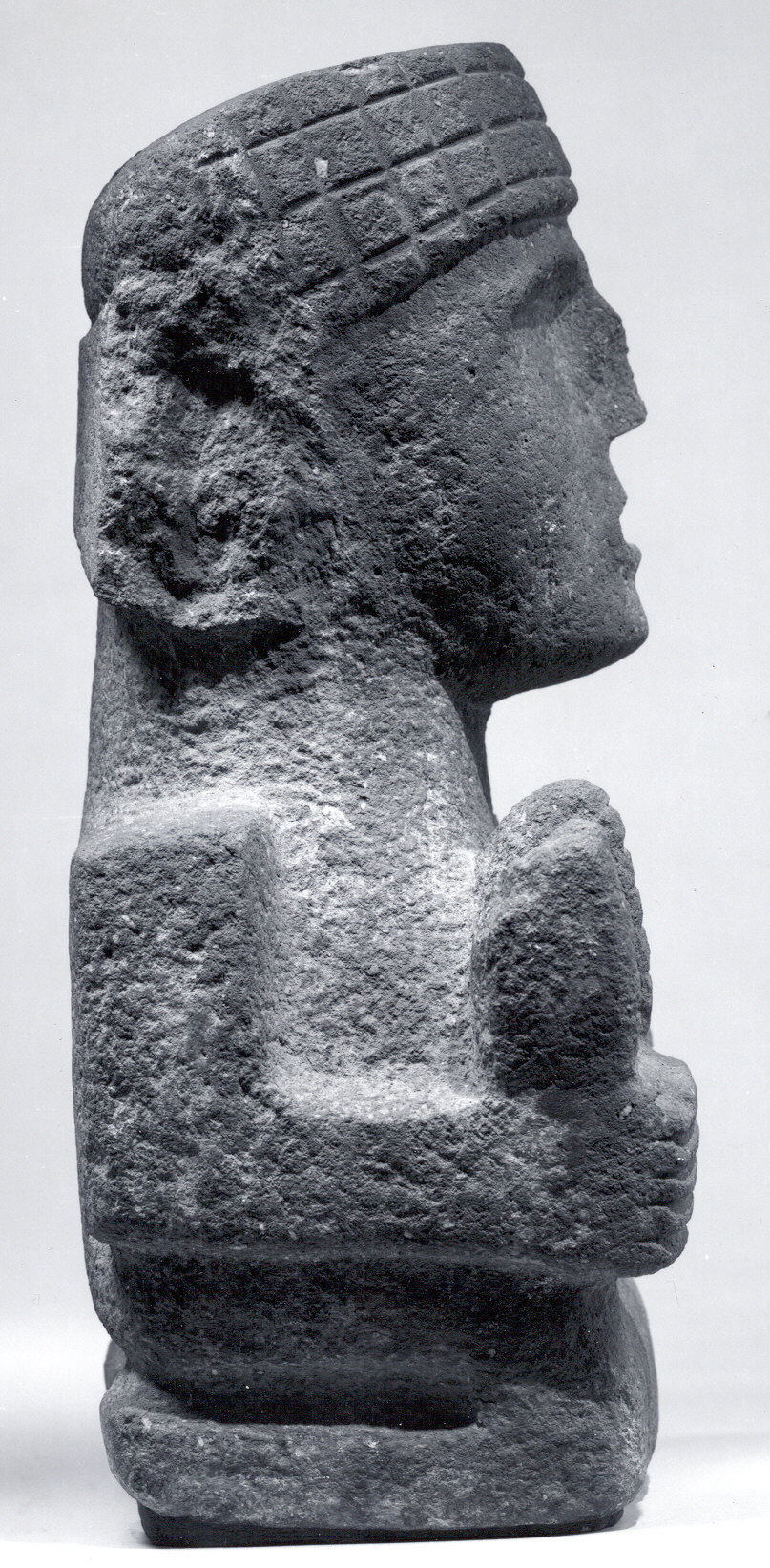
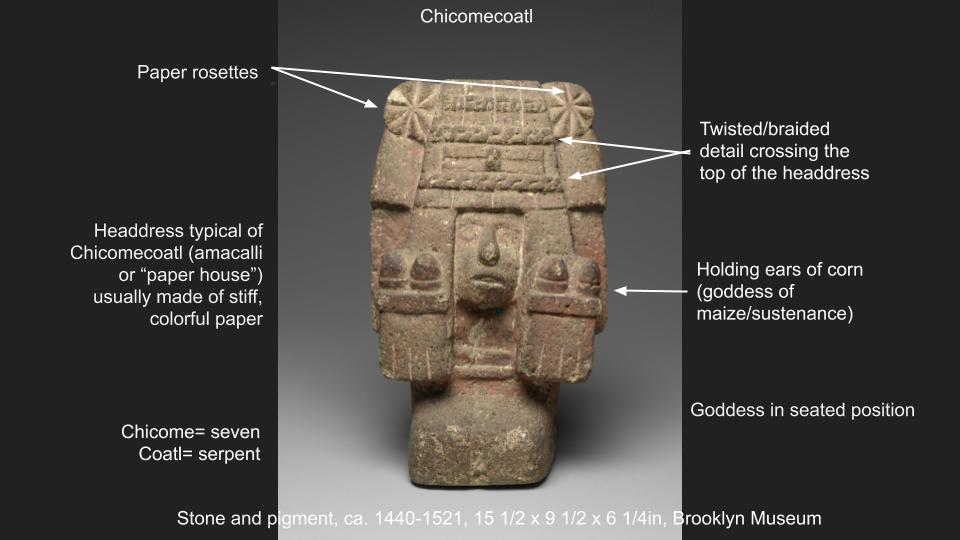
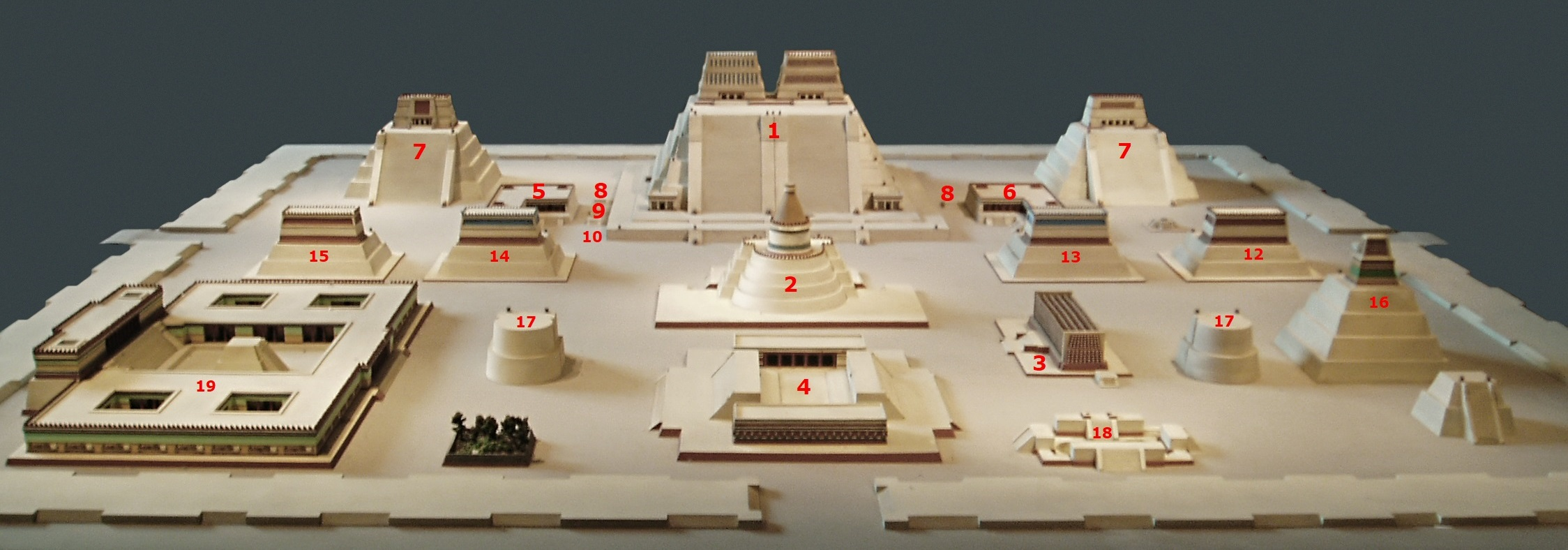
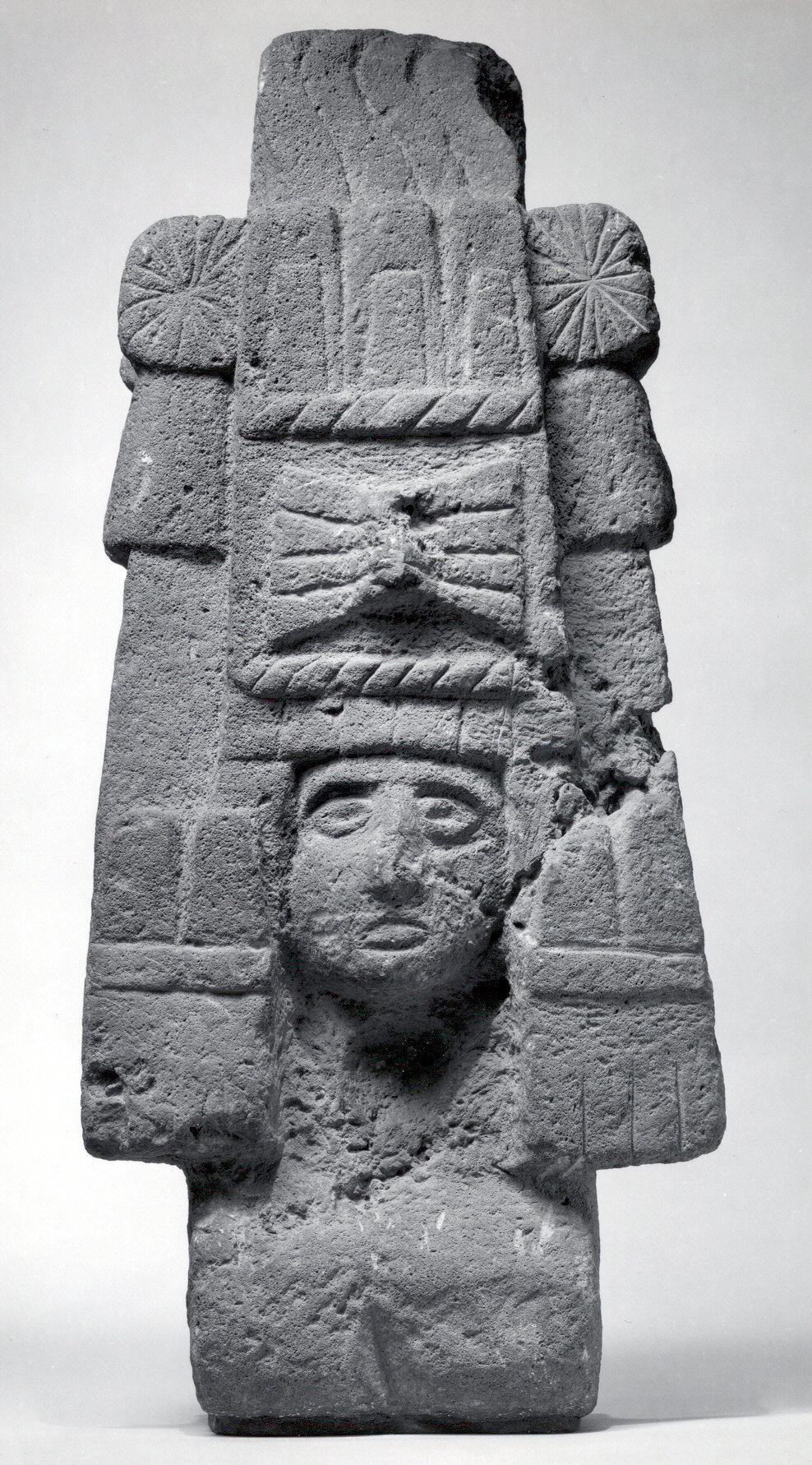